# Prima dell'uragano
Prima dell'uragano (Battle Cry) è un film del 1955 diretto da Raoul Walsh.
È un film di guerra statunitense con Van Heflin, Aldo Ray, Mona Freeman, Nancy Olson, James Whitmore e Raymond Massey. È basato sul romanzo del 1953 Battle Cry di Leon M. Uris. Ambientato durante la seconda guerra mondiale, il film segue un gruppo di marines degli Stati Uniti dal campo di addestramento a quello di battaglia.

## Produzione
Il film, diretto da Raoul Walsh su una sceneggiatura e un soggetto di Leon Uris (autore del romanzo), fu prodotto dallo stesso Walsh e da Jack L. Warner per la Warner Bros. Venne girato nei Warner Brothers Burbank Studios a Burbank, California, da inizio di febbraio all'inizio di maggio 1954.

## Distribuzione
Il film fu distribuito con il titolo Battle Cry negli Stati Uniti dal 12 marzo 1955 (première a Baltimore il 1º febbraio) al cinema dalla Warner Bros.
Altre distribuzioni:
- in Germania Ovest il 27 maggio 1955 (Urlaub bis zum Wecken)
- in Francia il 1º giugno 1955 (Le cri de la victoire)
- in Giappone il 14 giugno 1955
- in Austria nel settembre del 1955 (Urlaub bis zum Wecken)
- in Norvegia il 27 ottobre 1955
- in Belgio il 4 novembre 1955 (Gezworen kameraden) (Le cri de la victoire)
- in Svezia il 28 novembre 1955 (Kanske aldrig mer)
- in Turchia nel dicembre del 1955 (Harp borusu)
- in Portogallo il 13 marzo 1956 (Antes do Furacão)
- in Finlandia il 13 aprile 1956 (Stridsropet)
- in Danimarca il 19 luglio 1957 (Læderhalsene)
- in Spagna il 24 novembre 1958
- in Portogallo il 22 luglio 2004 (in TV)
- in Brasile (Qual Será Nosso Amanhã)
- in Brasile (Qual Será o Nosso Amanhã)
- in Spagna (Más allá de las lágrimas)
- in Finlandia (Taisteluhuuto)
- in Grecia (As zisoume simera)
- in Grecia (Stin kravgi tis mahis)
- in Ungheria (Csatakiáltás)
- in Italia (Prima dell'uragano)

## Critica
Secondo il Morandini il film è un "melodramma bellico più che un film d'azione" e pone attenzione sulla psicologia dei personaggi.

## Promozione
La tagline è: THE SCORCHINGLY PERSONAL BEST-SELLER!.